# Зовнішній ключ
Зовнішній ключ — атрибут (набір атрибутів) в деякому відношенні R, який відповідає первинному ключу іншого відношення або того ж таки відношення R.
В реляційних базах даних зовнішній ключ задається обмеженням FOREIGN KEY. Наприклад,
```
CREATE
 
TABLE
 
fools
 
(

   
id
    
INTEGER
  
PRIMARY
 
KEY
 
AUTO_INCREMENT
,

   
name
  
CHAR
(
20
),

   
folly_id
  
INTEGER
,

   
FOREIGN
 
KEY
(
folly_id
)

      
REFERENCES
 
follies
(
id
)
 
ON
 
DELETE
 
CASCADE
);

```